# 大友幸世
大友 幸世（おおとも さちよ）は、日本のメゾソプラノ歌手・声楽家。鹿児島国際大学非常勤講師。

## 学歴
- 札幌大谷短期大学声楽科卒業
- 鹿児島短期大学声楽専攻科卒業
- ウィーン国立音楽大学オペラ・リート・オラリオ科卒業

## 経歴
北海道苫前郡苫前町生まれ。鹿児島短期大学卒業後、高等学校時代の音楽教諭に勧められ、ウィーン国立音楽大学のオペラ科リート･オラトリオ科を目指す。同音楽大学を首席で卒業。オーストリア政府より『芸術奨励賞』を受ける。
ドイツ・ヴュルツブルク劇場に招かれ　オペラ『蝶々夫人』のスズキ役でプロデビューする。後に、ウィーンに戻り教会でソリストとして活躍。また国内外の演奏会などに招かれる。シェーンブルン宮殿でモーツァルトのオペラ「コシ・ファン・トゥッテ」などにも出演。
現在は、鹿児島を拠点に活動し、年に1、2度北海道で里帰りリサイタルを開いている。この他、鹿児島国際大学生涯学習センター城西サテライトキャンパスで声楽レッスン講座を担当。